# 茅利塔尼亞國家奧林匹克和體育委員會
毛里塔尼亞國家奧林匹克和體育委員會（Mauritania National Olympic and Sport Committee）是毛里塔尼亞的國家奧林匹克委員會和體育部門。該組織成立於1962年，是國際奧委會和非洲國家奧林匹克委員會聯合會的成員。1984年，首次派員參加在美國洛杉磯舉行的夏季奧運會。
現時，毛里塔尼亞國家奧林匹克和體育委員會的總部設在首都努瓦克肖特，主席是Abderrahmane Ethmane。

## 資料來源
1. ↑  .   [2014-04-22]. （原始内容存档于2009-02-20）.